# Leptocera subpiligera
Leptocera subpiligera är en tvåvingeart som först beskrevs av Malloch 1914.  Leptocera subpiligera ingår i släktet Leptocera och familjen hoppflugor.
Artens utbredningsområde är Pennsylvania. Inga underarter finns listade i Catalogue of Life.